# Црква Вазнесења Господњег у Гају
Црква Вазнесења Господњег у Гају, насељеном месту на територији општине Ковин, припада Епархији банатској Српске православне цркве.
Црква је подигнута у периоду између 1770. и 1780. године. Посвећена је Вазнесењу Господњем – Спасовдану. Иконостас и зидно сликарство у храму радио је сликар Ђорђе Пецић из Кикинде у периоду од 1906. до 1907. године. У цркви се чувају четири престоне иконе старог иконостаса које је 1802. године радио Ђорђе Диклић. Најстарија сачувана матична књига је из 1778. године.